# Ernest Carnot
Pour les articles homonymes, voir Carnot.
Pour les autres membres de la famille, voir Famille Carnot.
Claude Ernest Jean Carnot est un homme politique et un industriel français né le 26 décembre 1866 à Annecy (Haute-Savoie) et décédé le 19 janvier 1955 à Paris 16e.

## Biographie
Fils du président Sadi Carnot et de Cécile Dupont-White, il suit ses études au lycée Condorcet, puis à l'École des mines et à la Faculté de droit de Paris. Licencié en droit et ingénieur civil des mines, il est nommé inspecteur des Messageries maritimes et effectue des missions d'études à travers diverses régions du monde. Il devient administrateur de la Compagnie des messageries maritimes en 1894 et adjoint au Commissaire général de l'Exposition universelle de 1900.
Après l'assassinat de son père, il prend sa suite en politique, en étant élu député de la Côte-d'Or en 1894 et conseiller général du canton de Nolay. Il est secrétaire de la Chambre en 1895 et 1896. Il ne se représente pas en 1898 aux législatives et en 1901 aux cantonales, se consacrant à sa carrière industrielle dans le secteur des tissus synthétiques. Son frère François Carnot lui succéda dans ses mandats.
Il fonde en 1903 la Société de la Viscose française, ainsi que la société "La Cellophane" en 1913, dont il assura la présidence. Il était également président de la Société de Participation de Rayonne (SOPARA) et de la Société anonyme de la Grande Comore, ainsi qu'administrateur de la Compagnie des Transports océaniques et de la Compagnie Tunisienne des phosphates du Djebel M'Dilla. Il fut associé à la famille Gillet de Lyon dans ses affaires.
Il était président du Syndicat des textiles artificiels.
Marié à Marguerite Chiris, fille du sénateur et industriel de parfumerie Léon Chiris, il est le beau-père de l'industriel Guy Le Bret (neveu de Jean Le Bret) qui avait épousé sa fille, Eugénie (1901-1996). Il vivait au 64, avenue d’Iéna, en plus de posséder un château à Ouzouer-sur-Loire et Gazeran, ce dernier par alliance.

## Famille
- Claude Carnot (1719-1797), notaire royal
  - Joseph Carnot (1752-1835), jurisconsulte
  - Lazare Carnot (1753-1823), physicien, mathématicien, général et homme politique
    - Sadi Carnot (1796-1832), physicien et ingénieur
    - Hippolyte Carnot (1801-1888), homme politique
      - Sadi Carnot (1837-1894), homme politique + Cécile Carnot (née Dupont-White, 1841-1898)
        - Claire Carnot (1864-1920) + Paul Cunisset-Carnot (1849-1919)
        - Sadi Carnot (1865-1948), colonel et écrivain
        - Ernest Carnot (1866-1955), industriel et homme politique + Marguerite Carnot (née Chiris) (1874-1962), présidente de l'Association des dames françaises
        - François Carnot (1872-1960), ingénieur et homme politique

      - Adolphe Carnot (1839-1920), chimiste, géologue et homme politique
        - Paul Carnot (1869-1957), médecin
        - Jean Carnot (1881-1969), homme politique

  - Claude Marie Carnot (1755-1836), général et homme politique

## Sources
1. ↑  Augustin Hamon, « ET VOICI LES 200 FAMILLES La féodalité financière maîtresse de la France »

- « Ernest Carnot », dans le Dictionnaire des parlementaires français (1889-1940), sous la direction de Jean Jolly, PUF, 1960 [détail de l’édition]